# Сьвйончинь
Сьвйончинь (пол. Świączyń) — село в Польщі, у гміні Ксьонж-Велькопольський Сьремського повіту Великопольського воєводства.
Населення — 129 осіб (2011).
У 1975-1998 роках село належало до Познанського воєводства.

## Демографія
Демографічна структура станом на 31 березня 2011 року:
|          | Загалом | Допрацездатний вік | Працездатний вік | Постпрацездатний вік |
| -------- | ------- | ------------------ | ---------------- | -------------------- |
| Чоловіки | 70      | 17                 | 49               | 4                    |
| Жінки    | 59      | 13                 | 36               | 10                   |
| Разом    | 129     | 30                 | 85               | 14                   |